# Underbelly: A Tale of Two Cities
Underbelly: A Tale of Two Cities è una miniserie televisiva australiana basata sugli eventi realmente accaduti intorno al commercio illegale di marijuana a Griffith, nel Nuovo Galles del Sud, tra il 1976 e il 1987.
Il personaggio principale è Mr Asia, attorno a lui ci sono anche: Robert Trimboli, Ray 'Chuck' Bennett, Terry Clark, George Freeman, Christopher Dale Flannery e i fratelli Kane.
La miniserie è il primo prequel di Underbelly del 2008.
È stata trasmessa da Nine Network dal 9 febbraio 2009.
La prima televisiva italiana è del 1º marzo 2010, su Rai 4.